# Samuel Jean de Pozzi
Samuel Jean de Pozzi (ur. 3 października 1846 w Bergerac, zm. 13 czerwca 1918 w Paryżu) – francuski lekarz chirurg i ginekolog. Zajmował się także antropologią i neurologią.
Urodził się w 1846 w Bergerac jako Samuel-Jean Pozzy; jego rodzina miała korzenie włoskie i szwajcarskie. Studiował w Pau (Pireneje Atlantyckie) i Bordeaux. Od 1864 studiował medycynę w Paryżu. Był m.in. uczniem Paula Broki oraz jednym z kochanków francuskiej aktorki Sarah Bernhardt.
Zginął 13 czerwca 1918, postrzelony czterokrotnie z pistoletu w brzuch przez pacjenta Maurice Machu.

## Prace
- Étude sur les fistules de l’espace pelvi-rectal supérieur etc. Doctoral thesis, Paris, 1871
- De la valeur de l’hystérotomie dans le traitement des tumeurs fibreuses de l’utérus. Thèse d’agrégation, Paris, 1875
- Traité de gynécologie clinique et opératoire (Paris, 1890; 2. wydanie, 1891; 4. wydanie, 1905-1907.